# Hindenburgdenkmal (Windeck)

Das Hindenburgdenkmal über Herchen-Bahnhof vor seiner Zerstörung durch die alliierten Streitkräfte

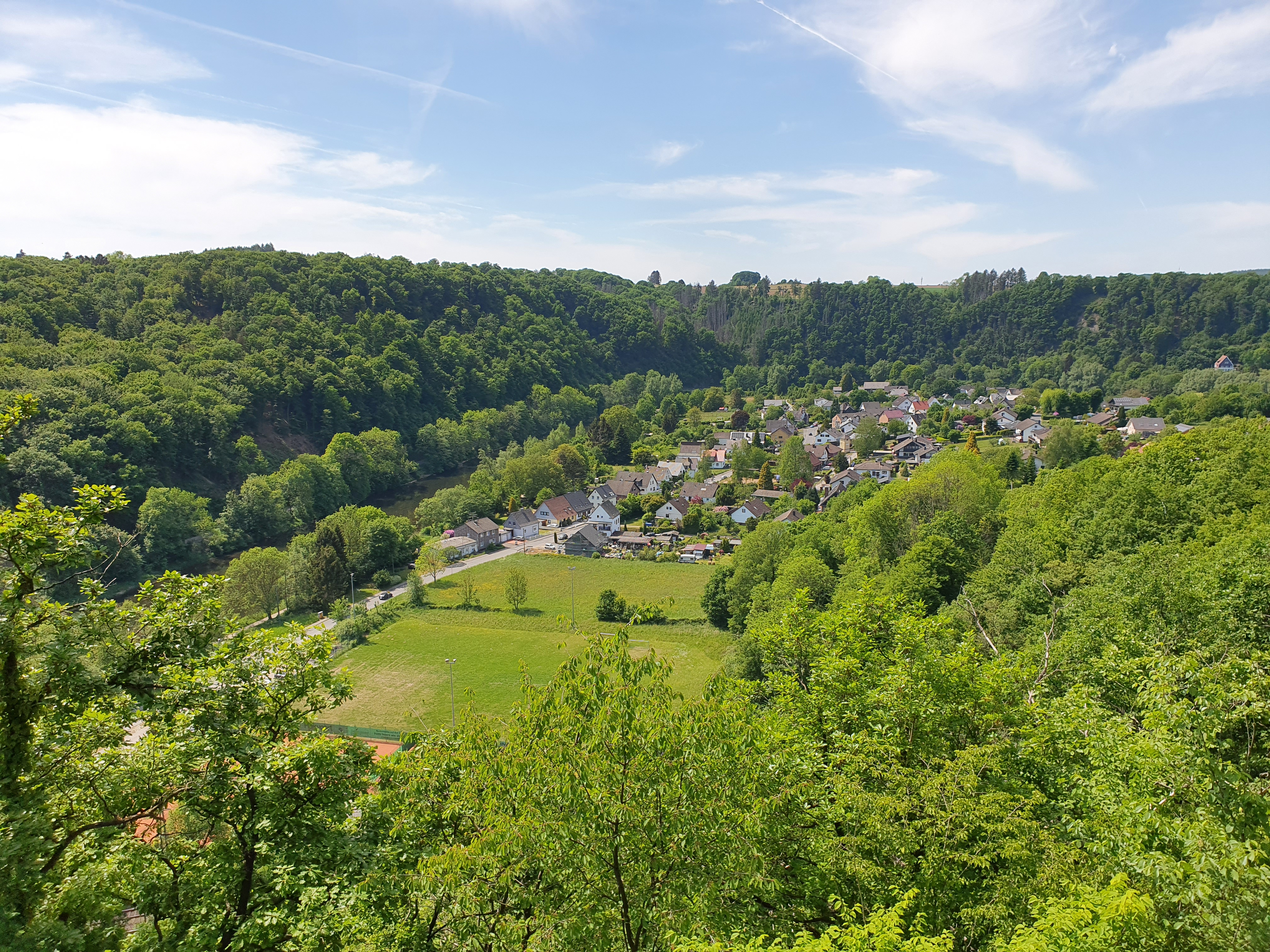
Heute bietet die erhaltene Plattform einen schönen Blick auf den Herchener Ortsteil Übersehn

Auf der Reifershardt in Windeck stand einstmals ein Hindenburgdenkmal. Es wurde 1914 bis 1924 von Schülern der ehemaligen Otto-Kühne-Schule (heute: Bodelschwingh-Gymnasium Herchen) zu Ehren von Generalfeldmarschall Paul von Hindenburg errichtet. Das Denkmal lag zwischen dem Oberhaus, dem Hauptgebäude der ortsansässigen Schule, und der früher zur Schule gehörenden Burg Reifershardt. Das bronzene Hindenburgrelief, ein Werk des Bildhauers Melchior von Hugo, wurde von der Familie von Hugo vom Igelshof gestiftet.
Am Ende des Zweiten Weltkrieges wurde das Denkmal durch Fliegerbomben stark beschädigt. Das bronzene Reliefbild wurde in der Nachkriegszeit gestohlen. Die losen Steine des Denkmals wurden später abgetragen. Nur die Aussichtsplattform blieb erhalten und ermöglicht heute einen schönen Blick über das Siegtal bei Herchen-Bahnhof und auf den Herchener Ortsteil Übersehn.

## Video
- Film über den Denkmalbau

Koordinaten: 50° 46′ 35,3″ N, 7° 31′ 6,5″ O